# 鼬とアプロディテ

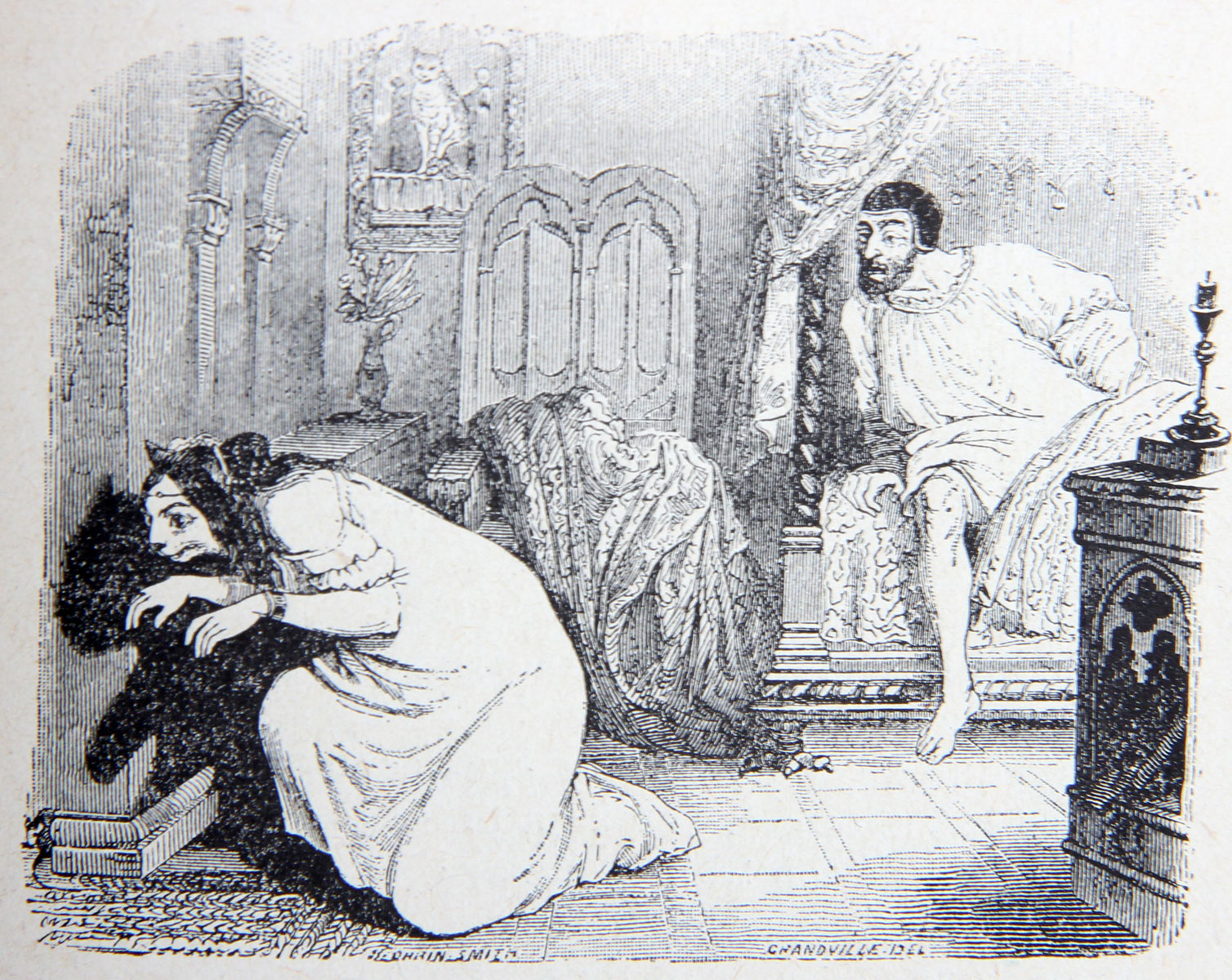
グランヴィルによるラ・フォンテーヌ版の挿画

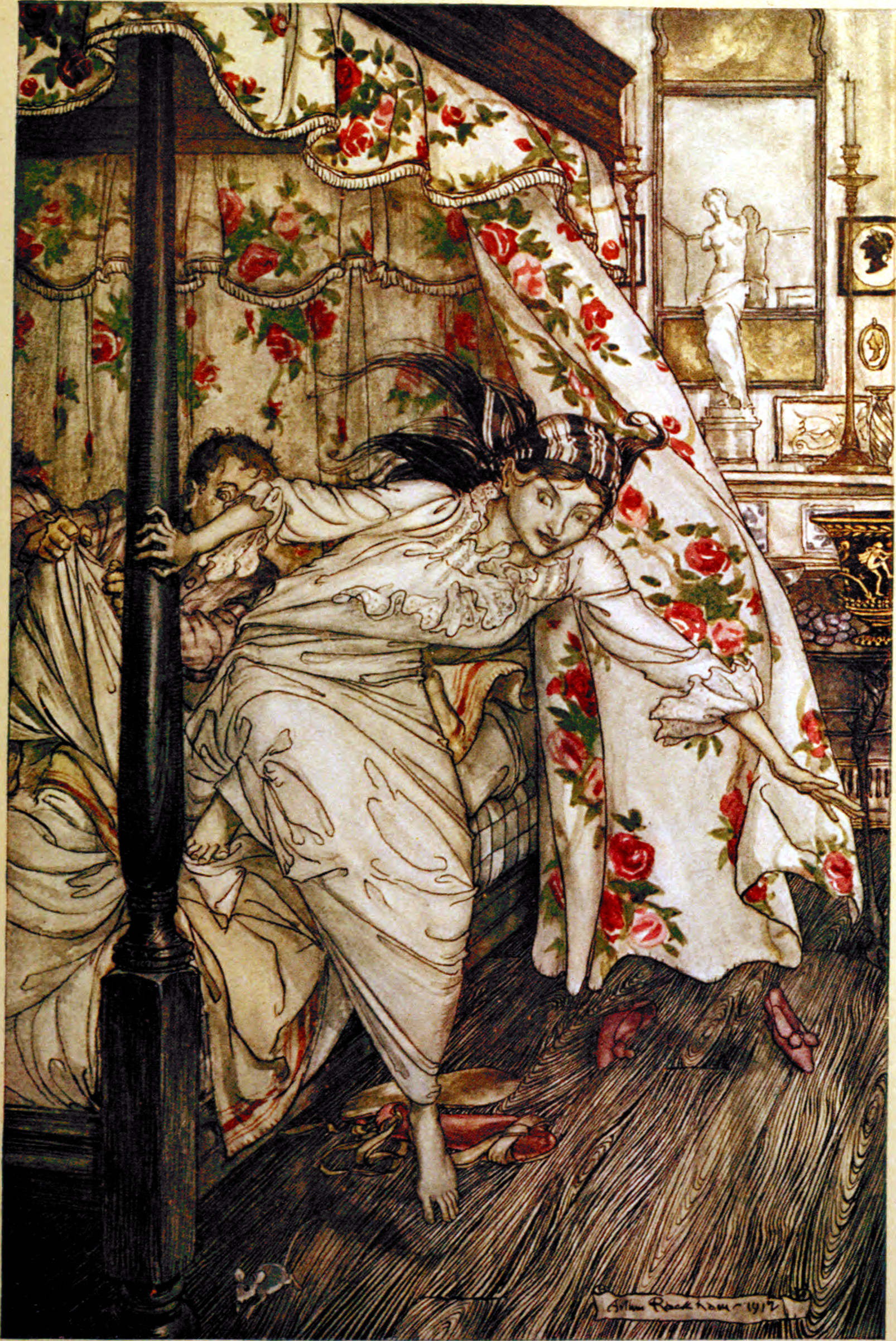
アーサー・ラッカムによる挿画（1912年）

「鼬とアプロディテ」（いたちとアプロディテ）または「牝猫とアプロディテ」（めすねことアプロディテ）は、イソップ寓話の一篇。ペリー・インデックス50番。

## 内容
もっとも古いアウクスブルク校訂本に見られる物語は以下のようなものである。
若い男に恋をした鼬が、アプロディテに祈って人間の女に変身させてもらう。男は彼女を家に連れて帰り、一緒に寝るが、彼女の中身が人間に変わったかどうかを確かめるためにアプロディテがネズミを部屋に送りこむと、彼女は起きあがってネズミを追いかけた。アプロディテは怒って彼女を鼬に戻してしまった。
バブリオスによる韻文の寓話も基本的に同じ話だが、結末はアプロディテが鼠を送りこむのではなく、鼠を追いかけた女を見て結婚が沙汰止みになる。
近代西洋の寓話集では鼬が牝猫になっていることが多い。日本では渡部温訳『通俗伊蘇普物語』に「第二百一 愛神（あいじん）と牝猫（めねこ）の話」として河鍋暁斎の挿画入りで収録されている。

## ラ・フォンテーヌ版
17世紀のラ・フォンテーヌ寓話詩の第2巻第18話「女に化けた牝猫」 (fr:La Chatte métamorphosée en femme (La Fontaine)) では、男が自分の飼っている牝猫に恋するあまり、彼女を人間にしてほしいと祈る。ある朝祈りは聞きとどけられ、男は彼女を妻にするが、彼女はネズミを追いかけて暴れる。

## 影響
ジャック・オッフェンバック作曲のオペラ・コミック『女に化けた牝猫』（1858年）はラ・フォンテーヌ版と同じ題を持ち、この寓話を下敷にしている。
アンリ・ソーゲ作曲のバレエ『牝猫』（1927年）の筋はおおむねラ・フォンテーヌ版に従っている。